# Albert Voigts (Politiker)

Die Brüder Voigts

Albert Voigts (* 1869 in Meerdorf; † 1938) war ein deutscher Landwirt und Abgeordneter in Deutsch-Südwestafrika und anschließend in Südwestafrika.

## Leben

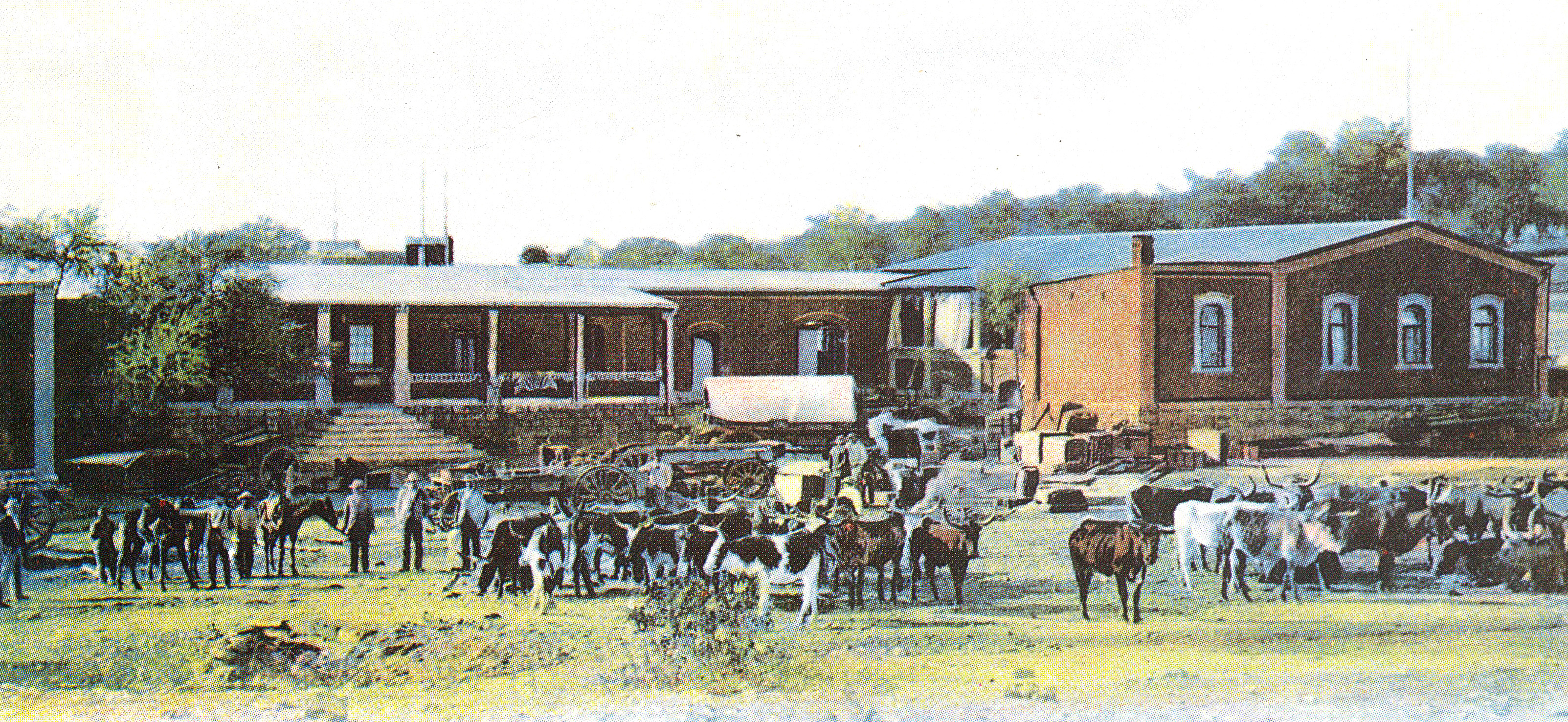
Rinder vor Wecke & Voigts in Windhoek (um 1900)

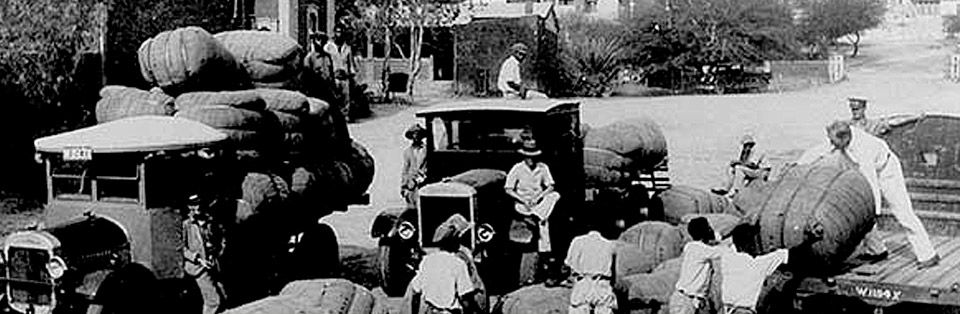
Verladen von Karakul-Wollballen auf dem Gelände der Firma (nach 1900)

Albert Voigts kam Ende des 19. Jahrhunderts mit seinen Brüdern Gustav und Richard als Kaufmann in die deutsche Kolonie Deutsch-Südwestafrika. Er handelte mit den Herero, einer Volksgruppe, die damals zumeist Viehzucht betrieb. Dazu gründete er am 3. September 1892 in Windhoek mit Fritz Wecke, bis dahin sein Arbeitgeber, das Handelshaus „Wecke & Voigts“.
Als Landwirt ging er in die namibische Landwirtschaftsgeschichte ein, índem er auf seiner Farm Voigtsgrund der erste Züchter von Karakulschafen in Südwestafrika wurde, die Lieferanten der Persianerfelle. Er erhielt von dem damaligen Gouverneur Friedrich von Lindequist acht Reinblutmuttern und einen Reinblutbock aus der von Theodor Thorer der Regierung vermittelten Versuchsherde von zwölf Karakulschafen. Die restlichen, nach dem Norden verbrachten Tiere gediehen wegen des dort feuchten Klimas nicht. Wie Voigts selbst erzählte, hatte er anfangs keine Neigung, diese ihm völlig unbekannten, ihm zudem hässlich erscheinenden Tiere zu züchten, er tat dies nur aus Gefälligkeit gegenüber Gouverneur von Lindequist. Voigts kaufte bei den Farmern der Umgebung schwarze Afrikanerschafe, in der Annahme, dass, wenn man schon kreuzen wollte, es wohl mit schwarzen Tieren kreuzen müsse, um gleich schwarze Lämmer zu bekommen. Später stellte sich heraus, dass auch Kreuzungen mit weißen Tieren recht gute Ergebnisse brachten. Bereits 1914 erhielt Voigtsgrund auf der Landesausstellung Windhuk den von der Firma Thorer gestifteten Ehrenpreis für beste Leistungen in der Karakulzucht. In den 1930er Jahren umfasste die Farm Voigtsgrund im Bezirk Gibeon ungefähr 70.000 Hektar Eigentum und zwei Pachtfarmen von etwa 30.000 Hektar. Getrennt von dem Hauptblock lagen außerdem noch etwa 60.000 Hektar Eigentum. Insgesamt besaß die 1937 eingetragene Familien-Aktiengesellschaft zirka 17.000 Karakulschafe.
Für den durchschlagenden Erfolg und eine Zeitlang sogar die westliche Pelzmode beherrschenden südwestafrikanischen Persianers, insbesondere in der deutschen Bundesrepublik, war die landesweite Umzüchtung auf einen flachen, breitschwanzartigen moirierten Haartyp entscheidend. Diese erfolgte zunächst nicht auf Voigtsgrund, sondern in einer Regierungsherde unter dem Zuchtleiter A. D. Thompson. Der Handelsname für Persianer aus dem heutigen Namibia ist seit 1969 Swakara, seit 2012 ist dies auch der offizielle Name der Schafrasse (abgeleitet von Südwestafrika-Karakul).

## Politische Laufbahn
Bei den Wahlen zur South West African Legislative Assembly 1926 gewann Voigts mit 271 von 421 Stimmen die Wahl zum Abgeordneten in der South West African Legislative Assembly im Wahlkreis Okahandja für den Deutschen Bund für Südwestafrika. Das Parlament wählte ihn in das Exekutivkomitee, die Regierung des Mandatsgebietes. Auf dem Parteitag am 9. September 1928 in Karibib wurde Albert Voigts als neuer Vorsitzender des Deutschen Bundes gewählt und führte die Organisation der Volksgruppe der Südwestafrika-Deutschen bis zu dem Verbot der Organisation im Jahr 1937.